# Județul Cluj
Județul Cluj (în maghiară Kolozs megye) este un județ așezat în partea central-vestică a României, în centrul provinciei istorice Transilvania. Reședința lui este municipiul Cluj-Napoca. Se învecinează cu județele Sălaj, Maramureș, Bistrița-Năsăud, Mureș, Alba și Bihor. A fost înființat în anul 1968 prin reorganizarea teritorială a Regiunii Cluj (din raioanele Cluj, Huedin, Dej, Gherla și Turda). Cea mai mare parte a teritoriului județului de azi a făcut parte mai devreme din județele interbelice Cluj, Turda și Someș, din comitatele antebelice Cluj, Turda-Arieș și Solnoc-Dăbâca, respectiv din Scaunul Secuiesc al Arieșului. Din punct de vedere al culturii tradiționale, actualul județ este alcătuit din mai multe zone etno-folclorice distincte (Țara Moților, Țara Călatei, etc.) la care se adaugă Zona Metropolitană Cluj-Napoca.

## Denumire
Numele de Cluj provine din latinescul Castrum Clus, folosit pentru întâia oară în secolul al XII-lea pentru a numi Cetatea Clujului. Cuvântul latin clusa înseamnă închis (în italiană chiuso) și se referă la situarea Clujului într-un loc închis, înconjurat de dealuri. Echivalentul german, Klause, este păstrat în denumirea Klausenburg. O localitate și o regiune cu numele Klausen (în italiană Chiusa) există și în Tirolul de Sud.

## Istoric
Față de județul Cluj (interbelic), continuatorul comitatului istoric al Clujului, județul actual cuprinde și cea mai mare parte din teritoriul județului Turda și din județul Someș, care nu au fost reînființate la reforma administrativă din 1968. În schimb o parte a teritoriului istoric al județului Cluj a trecut la Sălaj respectiv Mureș.
La Sălaj a trecut fosta plasă Hida (cu Sânmihaiu Almașului etc.), iar la Mureș fosta plasă Sărmașu din perioada interbelică, cu 20 de sate.

## Stema

Stema județului Cluj

Stema județului Cluj a fost adoptată prin hotărârea de guvern nr. 221/2006 și publicată în Monitorul Oficial nr. 190/28 februarie 2006. Se compune dintr-un scut triunghiular cu marginile rotunjite, sfertuit. În partea superioară, în primul cartier, în dreapta, pe fond auriu, se află „Lupa Capitolina”, de culoare neagră. În partea superioară, în al doilea cartier, în stânga, pe fond albastru, se află o cunună de grâu aurie. În partea inferioară, în al treilea cartier, în dreapta, pe fond albastru, se află o carte argintie deschisă. În partea inferioară, în al patrulea cartier, în stânga, pe fond auriu, se află doi lei afrontați de culoare neagră, cu limba roșie, care susțin un stejar dezrădăcinat, de culoare neagră.
Lupa Capitolina este simbolul romanității, fiind donația statului italian în anul 1920. Semnifică istoria județului, Clujul având mai multe așezări romane: Napoca (Cluj), Potaissa (Turda) și castrele romane de la Turda, Gilău, Bologa, Gherla și Cășeiu. Cununa de grâu aurie reprezintă snopul de grâu existent pe stemele vechi ale județului, simbolizând prin stilizare bogatele obiceiuri folclorice din zonă (cununa de pe Someș). Cartea argintie deschisă simbolizează cultura și știința, prin tiparul existent aici din secolul al XVI-lea, marcând prima școală sătească atestată documentar (Jucu, secolul XIV), „Colegiul iezuit” din secolul XVI, „Liceul piarist”, Universitatea. Leii simbolizează unirea celor trei principate - Muntenia, Transilvania și Moldova - un semn heraldic preluat de pe sigiliul principelui unificator Mihai Viteazul.

## Geografie

### Relieful
Județul Cluj are o suprafață de 6.674 km², reprezentând 2,8% din teritoriul României. Județul este unul de podiș și de munte. Circa un sfert (24%) din suprafața județului este muntoasă, ocupată de Munții Apuseni, cu înălțimi de până la 1.800 de metri, localizați în partea sud-vestică a județului. Restul suprafeței este format în proporție de 76% din dealuri și văi ale Podișului Someșan și Câmpiei Transilvaniei. Terasele și luncile din sectoarele inferioare ale Someșului Mic și Arieșului suplinesc lipsa câmpiilor.

### Hidrografia
Teritoriul județului aparține bazinului Someșului Mic și parțial bazinului Arieșului și al Crișului Repede. Pe teritoriul județului sunt lacuri de alunecare și lacuri care au luat naștere în vechile exploatări de sare, precum și lacuri de acumulare create prin amenajarea sistemului energetic "Someș" (Gilău, Tarnița, Fântânele).

## Demografie
Evoluția istorică a populației județului Cluj a fost următoarea:
În 2002, județul avea 311 657 locuitori, dintre care:
Județul Cluj - evoluția demografică

Date: Recensăminte sau birourile de statistică - grafică realizată de Wikipedia

Cu o populație de 702.755 locuitori în 2002, densitatea populației era de 105/km².

### Structura etnică
<div class="transborder" style="position:absolute;width:100px;line-height:0;
Componența etnică a județtului Cluj
     Români (79,4%)
     Maghiari (17,4%)
     Romi (2,8%)
     Altă etnie (0,4%)

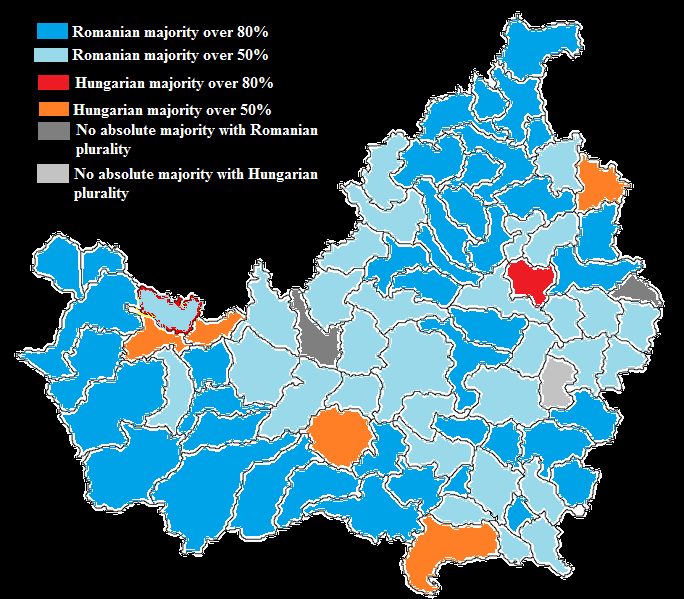
Harta etnică a Județului Cluj, bazată pe recensâmăntul din 2011.

Structura etnică se prezintă astfel:
- Români - 79.4% (557.891 persoane)
- Maghiari - 17.4% (122.301 persoane). Dețin majoritatea populației (anul 2002) în comunele Săvădisla (51%), Suatu(51%), Moldovenești(58%), Unguraș(60%), Sâncraiu(75%), Izvoru Crișului (80%) și Sic (96%). Un procent ridicat al etnicilor maghiari se află și în comunele Aghireșu, Gârbău, Buza (40-50%), Baciu, Căpușu Mare și Călărași (30-40%), Feleacu, Fizeșu Gherlii și Viișoara (20-30%), Bonțida, Jucu, Mociu și municipiul Cluj-Napoca (10-20%)[5].
- Romi - 2.8% (19.834 persoane). Comunitățile mai mari de etnici rromi se găsesc la Cojocna (19,7%), Fizeșu Gherlii (16,5%), Cămărașu (15,4%) și Bonțida (15,3%).
- Alte etnii - 0,4% (2.729 persoane, dintre care 250 evrei, 944 germani, 203 ucrainieni, greci 152, italieni 124, ruși-lipoveni 73, armeni 63, ș.a.)

## Administrație și politică

### Diviziuni administrative

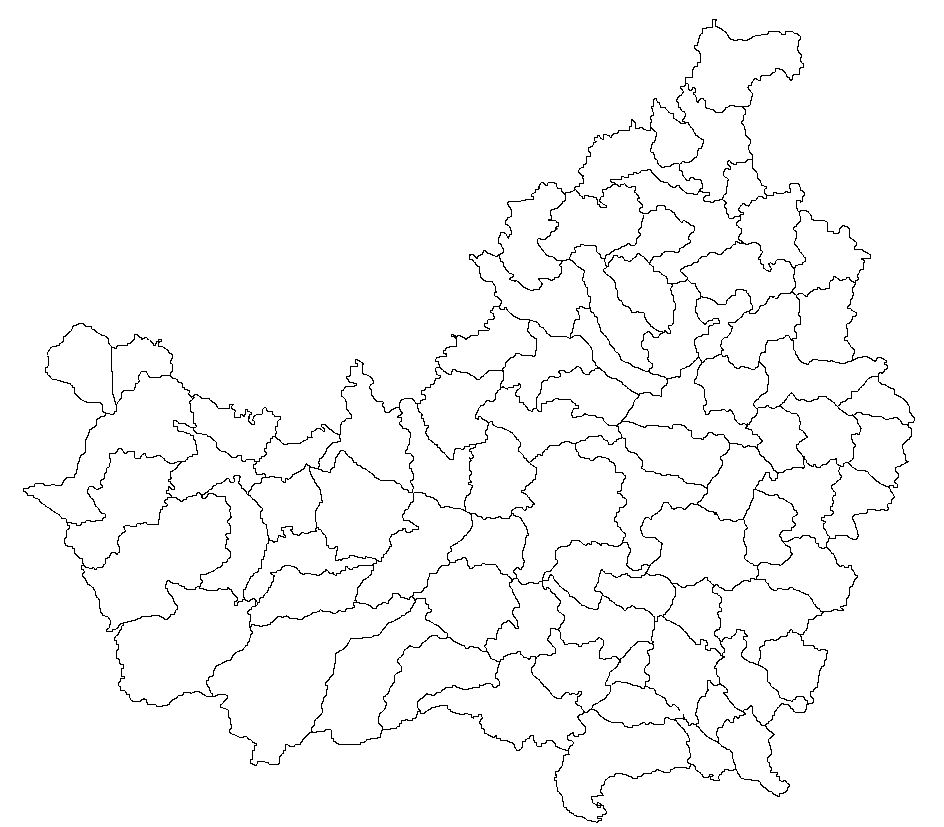
Harta județului Cluj cu împărțirea administrativ-teritorială pe comune

Județul este format din 81 unități administrativ-teritoriale: 5 municipii, 1 oraș și 75 de comune.
Lista de mai jos conține unitățile administrativ-teritoriale din județul Cluj.
| Stemă              | Nume               | Tip de localitate            | Populație          | Imagine            |
| Municipii și orașe | Municipii și orașe | Municipii și orașe           | Municipii și orașe | Municipii și orașe |
| ------------------ | ------------------ | ---------------------------- | ------------------ | ------------------ |
|                    | Cluj-Napoca        | municipiu reședință de județ | 324.576            |                    |
|                    | Câmpia Turzii      | municipiu                    | 22.223             |                    |
|                    | Dej                | municipiu                    | 33.497             |                    |
|                    | Gherla             | municipiu                    | 20.982             |                    |
|                    | Turda              | municipiu                    | 47.744             |                    |
|                    | Huedin             | oraș                         | 9.346              |                    |
| Comune             |                    |                              |                    |                    |
|                    | Aghireșu           | comună                       | 7.116              |                    |
|                    | Aiton              | comună                       | 1.085              |                    |
|                    | Aluniș             | comună                       | 1.223              |                    |
|                    | Apahida            | comună                       | 10.685             |                    |
|                    | Așchileu           | comună                       | 1.601              |                    |
|                    | Baciu              | comună                       | 10.317             |                    |
|                    | Beliș              | comună                       | 1.211              |                    |
|                    | Bobâlna            | comună                       | 1.572              |                    |
|                    | Bonțida            | comună                       | 4.856              |                    |
|                    | Borșa              | comună                       | 1.600              |                    |
|                    | Buza               | comună                       | 1.264              |                    |
|                    | Băișoara           | comună                       | 1.940              |                    |
|                    | Ceanu Mare         | comună                       | 3.531              |                    |
|                    | Chinteni           | comună                       | 3.065              |                    |
|                    | Chiuiești          | comună                       | 2.332              |                    |
|                    | Ciucea             | comună                       | 1.547              |                    |
|                    | Ciurila            | comună                       | 1.594              |                    |
|                    | Cojocna            | comună                       | 4.194              |                    |
|                    | Cornești           | comună                       | 1.493              |                    |
|                    | Cuzdrioara         | comună                       | 2.733              |                    |
|                    | Câțcău             | comună                       | 2.100              |                    |
|                    | Căianu             | comună                       | 2.355              |                    |
|                    | Călărași           | comună                       | 2.021              |                    |
|                    | Călățele           | comună                       | 2.243              |                    |
|                    | Cămărașu           | comună                       | 2.655              |                    |
|                    | Căpușu Mare        | comună                       | 3.295              |                    |
|                    | Cătina             | comună                       | 1.993              |                    |
|                    | Cășeiu             | comună                       | 4.437              |                    |
|                    | Dăbâca             | comună                       | 1.543              |                    |
|                    | Feleacu            | comună                       | 3.923              |                    |
|                    | Fizeșu Gherlii     | comună                       | 2.564              |                    |
|                    | Florești           | comună                       | 22.813             |                    |
|                    | Frata              | comună                       | 4.242              |                    |
|                    | Geaca              | comună                       | 1.626              |                    |
|                    | Gilău              | comună                       | 8.300              |                    |
|                    | Gârbău             | comună                       | 2.440              |                    |
|                    | Iara               | comună                       | 3.889              |                    |
|                    | Iclod              | comună                       | 4.263              |                    |
|                    | Izvoru Crișului    | comună                       | 1.632              |                    |
|                    | Jichișu de Jos     | comună                       | 1.152              |                    |
|                    | Jucu               | comună                       | 4.270              |                    |
|                    | Luna               | comună                       | 4.268              |                    |
|                    | Mica               | comună                       | 3.566              |                    |
|                    | Mihai Viteazu      | comună                       | 5.423              |                    |
|                    | Mintiu Gherlii     | comună                       | 3.746              |                    |
|                    | Mociu              | comună                       | 3.313              |                    |
|                    | Moldovenești       | comună                       | 3.317              |                    |
|                    | Măguri-Răcătău     | comună                       | 2.242              |                    |
|                    | Mănăstireni        | comună                       | 1.481              |                    |
|                    | Mărgău             | comună                       | 1.484              |                    |
|                    | Mărișel            | comună                       | 1.488              |                    |
|                    | Negreni            | comună                       | 2.321              |                    |
|                    | Panticeu           | comună                       | 1.844              |                    |
|                    | Petreștii de Jos   | comună                       | 1.512              |                    |
|                    | Ploscoș            | comună                       | 702                |                    |
|                    | Poieni             | comună                       | 4.842              |                    |
|                    | Pălatca            | comună                       | 1.218              |                    |
|                    | Recea-Cristur      | comună                       | 1.412              |                    |
|                    | Rișca              | comună                       | 1.446              |                    |
|                    | Sic                | comună                       | 2.459              |                    |
|                    | Suatu              | comună                       | 1.737              |                    |
|                    | Sâncraiu           | comună                       | 1.633              |                    |
|                    | Sânmărtin          | comună                       | 1.384              |                    |
|                    | Sânpaul            | comună                       | 2.382              |                    |
|                    | Săcuieu            | comună                       | 1.466              |                    |
|                    | Săndulești         | comună                       | 1.798              |                    |
|                    | Săvădisla          | comună                       | 4.392              |                    |
|                    | Tritenii de Jos    | comună                       | 4.240              |                    |
|                    | Tureni             | comună                       | 2.278              |                    |
|                    | Unguraș            | comună                       | 2.777              |                    |
|                    | Vad                | comună                       | 2.008              |                    |
|                    | Valea Ierii        | comună                       | 888                |                    |
|                    | Viișoara           | comună                       | 5.493              |                    |
|                    | Vultureni          | comună                       | 1.516              |                    |
|                    | Țaga               | comună                       | 1.947              |                    |

### Consiliul Județean și Prefectura

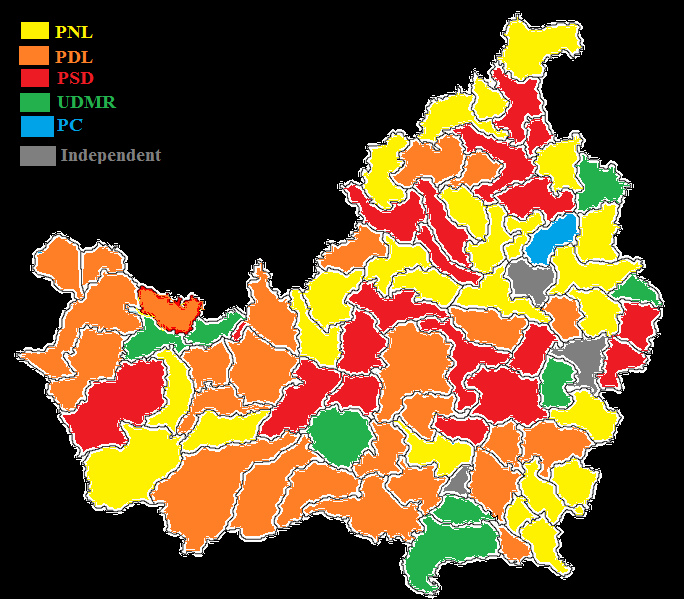
Harta politică a județului, conform alegerilor locale din 2012.

### Președintele Consiliului Județean
- 2008-2012: Alin Tișe (PD-L)
- 2012-2014: Horea Uioreanu (USL)
- 2014-2015: István Vákár (UDMR)
- 2014-2015: Mihai Seplecan
- 2015-2016: Marius Mânzat
- 2016-prezent: Alin Tișe (PNL)

Județul Cluj este administrat de un consiliu județean format din 36 consilieri. În urma alegerilor locale din 2024, consiliul este prezidat de Alin Tișe de la PNL, iar componența politică a Consiliului este următoarea:
|  | Partid                                 | Consilieri | Componența Consiliului | Componența Consiliului | Componența Consiliului | Componența Consiliului | Componența Consiliului | Componența Consiliului | Componența Consiliului | Componența Consiliului | Componența Consiliului | Componența Consiliului | Componența Consiliului | Componența Consiliului | Componența Consiliului |
|  | -------------------------------------- | ---------- | ---------------------- | ---------------------- | ---------------------- | ---------------------- | ---------------------- | ---------------------- | ---------------------- | ---------------------- | ---------------------- | ---------------------- | ---------------------- | ---------------------- | ---------------------- |
|  | Partidul Național Liberal              | 13         |                        |                        |                        |                        |                        |                        |                        |                        |                        |                        |                        |                        |                        |
|  | Partidul Social Democrat               | 7          |                        |                        |                        |                        |                        |                        |                        |                        |                        |                        |                        |                        |                        |
|  | Alianța Dreapta Unită                  | 6          |                        |                        |                        |                        |                        |                        |                        |                        |                        |                        |                        |                        |                        |
|  | Uniunea Democrată Maghiară din România | 6          |                        |                        |                        |                        |                        |                        |                        |                        |                        |                        |                        |                        |                        |
|  | Alianța pentru Unirea Românilor        | 4          |                        |                        |                        |                        |                        |                        |                        |                        |                        |                        |                        |                        |                        |

### Prefect
- 2004-2012: Florin Stamatian
- 2012- 2017: Gheorghe Vușcan
- din 2017: Ioan Aurel Cherecheș

## Economie
Județul Cluj are una dintre cele mai dinamice economii din România. Investițiile străine în zonă sunt printre cele mai ridicate din România. În plus, Cluj-Napoca adăpostește importante centre de servicii IT și financiare.
În anul 2015, Clujul avea după București cel mai mare număr de companii din țară (peste 32.000), peste 150.000 de oameni lucrând în companiile din județ.

### Industria
În 2005, în județul Cluj își desfășurau activitatea un număr de 21155 de unități locale active din industrie, construcții, comerț și alte servicii. În ansamblul economiei județului Cluj, locurile dominante sunt deținute de comerțul cu ridicata și amănuntul, servicii de reparații, tranzacții imobiliare, închirieri, industrie prelucrătoare și construcții.
Cele patru parcuri industriale Tetarom sunt în centrul activității industriale din județ.

### Agricultura
În 2005 suprafața cultivată în profil de exploatare, cu principalele culturi, era de 157307 de hectare, din care 111046 de hectare au reprezentat culturi de cereale pentru boabe, 33676 de hectare de grâu și secară, 22239 de hectare de orz și orzoaică, 46611 de hectare de porumb, 6453 de hectare de plante uleioase, 5469 de hectare de floarea soarelui, 1913 de hectare de sfeclă de zahăr, 12027 de hectare de cartofi și 9255 de hectare cultivate cu legume.
Producția totală de fructe în 2005 a fost de 40449 tone de mere, prune, cireșe și vișine, pere, nuci, piersici, caise și alte fructe.
Parcul de tractoare și mașini agricole la data de 31 decembrie 2005 era de 5184 tractoare, 3904 pluguri pentru tractor, 1410 semănători mecanice și 731 combine pentru recoltat.
Efectivele de animale la sfârșitul anului 2005 erau de 85303 de capete de bovine, 227660 de capete de porcine, 326071 de capete de ovine și 7341 capete de caprine.

### Turism
- Munții Apuseni, cu obiective ca Peștera Mare de pe Valea Firei, Peștera din Piatra Ponorului, Peștera Vârfurașu ș.a.
- Cetatea Bologa, Cetatea Dăbâca, Castelul Bánffy de la Bonțida
- Biserica reformată din Sic
- Mănăstirea Nicula
- Salina Turda

## Transport

### Rețeaua feroviară

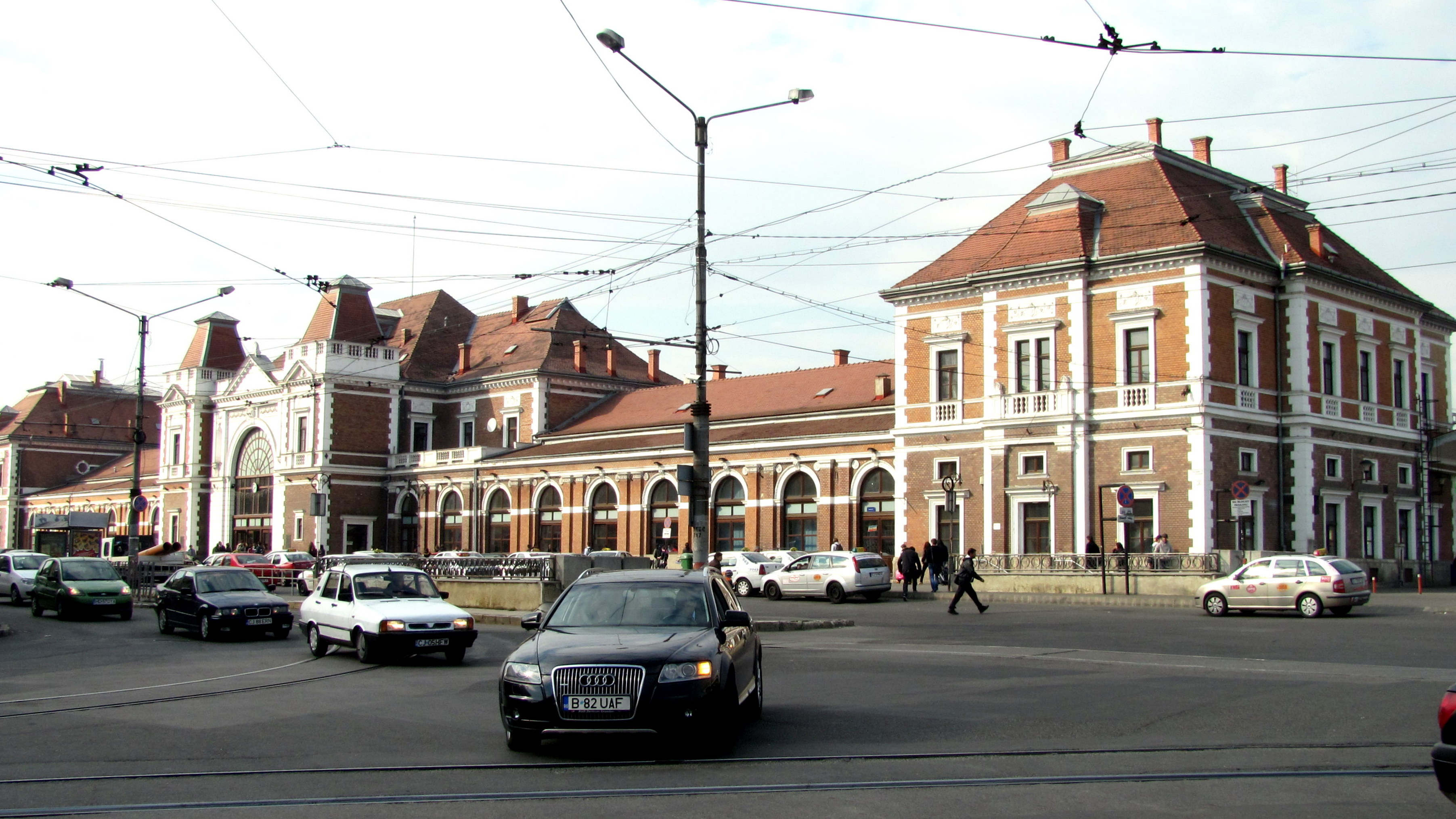
Gara Cluj-Napoca este una dintre cele mai mari și de debit din nord-vestul României.

La nivel de județ, liniile de cale ferată duble au o pondere de 70%, fiind cea mai mare din regiunea de dezvoltare Nord-Vest, iar gradul de electrificare este de peste 50% din liniile de cale ferată existente. În ceea ce privește transportul de mărfuri, stațiile de recepție la nivel județean ocupă poziții de frunte la nivel regional: Dej, Câmpia Turzii, Turda, Aghireșu, Gherla și Cluj-Napoca. Lungimea căilor ferate care traversează județul este de 240 km, din care 129 km linie electrificată. Prin Câmpia Turzii, Cluj-Napoca și Huedin trece CFR Linia 300 București–Oradea care face legătura cu țările din Europa Centrală și de Vest. Unul dintre nodurile feroviare majore ale țării este Dej, fiind legat de centre importante din zona de nord a țării pe rute: Dej–Baia Mare–Satu Mare, Dej–Beclean–Ilva Mică, Dej–Salva–Sighetu Marmației, Dej–Beclean–Deda.

### Rețeaua de drumuri

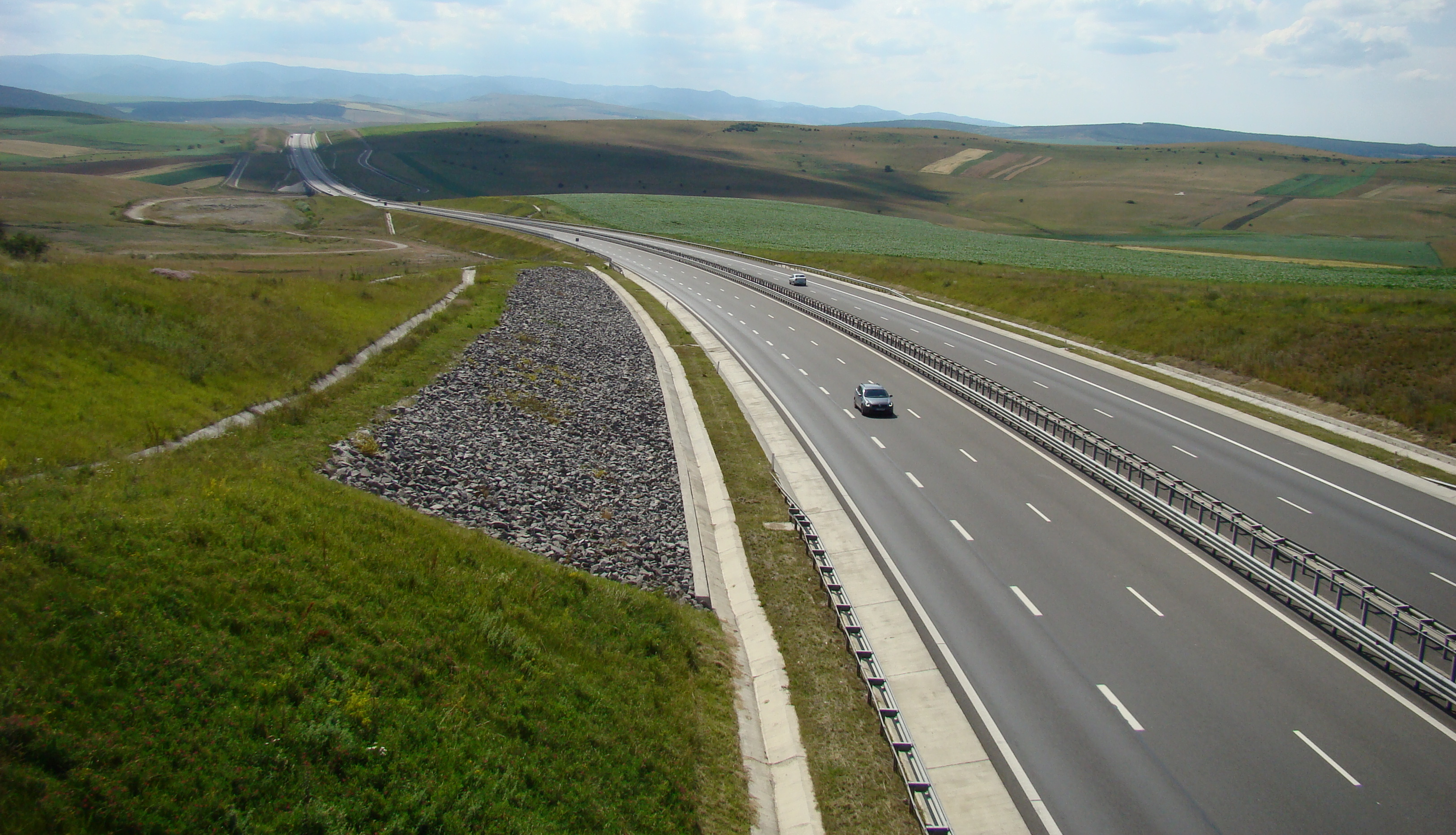
Autostrada A3, cunoscută și sub numele de Autostrada Transilvania, lângă Turda

În 2010, județul Cluj a înregistrat o densitate a rețelei de drumuri de 0,4 km drum/km2. Acest nivel plasează Clujul peste media națională (0,33 km de drum/km2). Județul Cluj are o rețea densă de drumuri publice, cu o lungime totală de 2.699 km, din care 502 km drumuri naționale. Din total, 698 km sunt drumuri modernizate, în majoritate porțiuni de drumuri de interes național și internațional. În interior, legăturile sunt asigurate de 2.197 km de drumuri județene și comunale, din care 255 km sunt modernizați, iar 720 km sunt acoperiți cu carosabil ușor. În decembrie 2009 au fost deschisi primii 42 km de Autostrada A3, între Turda și Cluj Vest, iar în noiembrie 2010, alți 12 km între Turda și Câmpia Turzii. Ultimul tronson deschis pe A3 a fost Gilău-Nădăselu de 9 km, care conectează DN1/E60 (Cluj-Oradea) de DN1F/E81 (Cluj-Satu Mare). 
Au fost date în folosință centuri ocolitoare pentru Cluj-Napoca, Apahida și Gherla. De asemenea, au fost modernizate și mai multe drumuri montane și forestiere.

### Aeroporturi

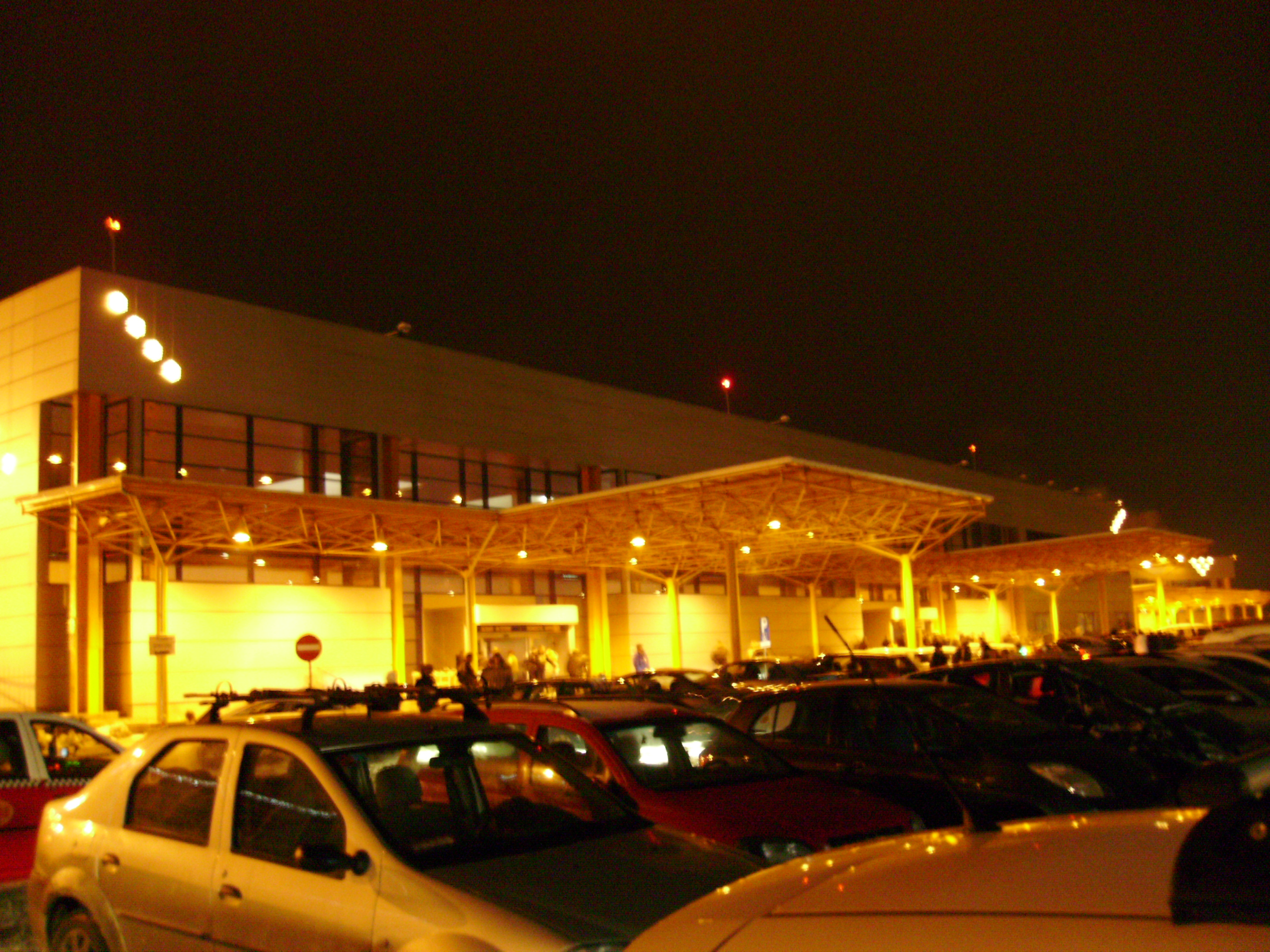
Aeroportul Internațional Avram Iancu este al doilea ca mărime din România.

Aeroportul Internațional Avram Iancu, este al doilea cel mai mare aeroport din România, cu 1.182.047 de pasageri în 2014. Aeroportul este situat în Someșeni și deservește Cluj-Napoca. Oferă zboruri de pasageri și zboruri internaționale de marfă. Aeroportul a fost extins și modernizat continuu. Noul terminal construit în 2009, cu o capacitate de 1,5 milioane de pasageri pe an, este destinat atât zborurilor interne, cât și celor străine. Terminalul are facilități standard internaționale.

## Educație

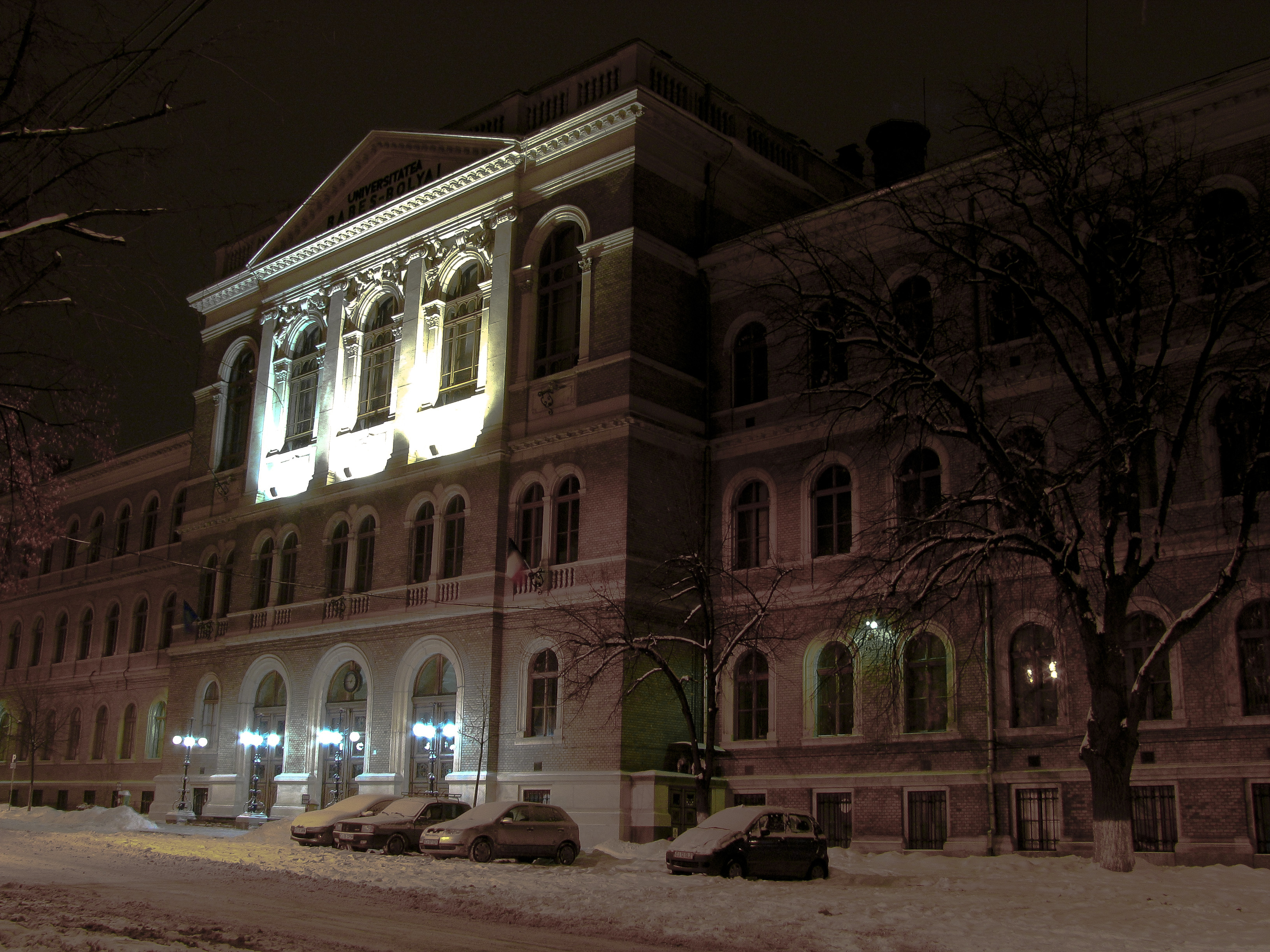
Cu peste 41.000 de studenți în 2014, Universitatea Babeș-Bolyai este cea mai mare universitate din țară.

Învățământul se desfășoară în 359 de grădinițe, 435 de școli generale, 55 de licee, 9 instituții de învățământ superior cu 49 de facultăți, în limba română sau maghiară. Există, de asemenea, 26 de institute de cercetare științifică și o filială a Academiei Române. Din rețeaua instituțiilor culturale pot fi menționate 4 teatre, 2 opere, un teatru național, Filarmonica de Stat „Transilvania”, 453 biblioteci, 10 cinematografe, 18 case de cultură, 223 de centre comunitare, 12 muzee, etc.

## Sănătate
Există 16 spitale, 234 dispensare, un sanatoriu TB, 15 policlinici, 122 farmacii care lucrează 2.637 medici, și 5.709 personal medical.

## Sport

### Infrastructură sportivă

#### Din Cluj-Napoca:
- Cluj Arena
- Stadionul Dr. Constantin Rădulescu
- Sala Sporturilor „Horia Demian”
- BTarena
- Parcul sportiv Iuliu Hațieganu
- Stadionul C.M.C.
- Stadionul CUG Cluj-Napoca
- Stadionul Clujana

#### Alte baze sportive:
- Stadionul Municipal din Turda
- Stadionul Municipal (Stadionul "Unirea") din Dej
- Stadionul Mihai Adam din Câmpia Turzii
- Stadionul Vlădeasa din Huedin

### Fotbal
Masculin
În Cluj-Napoca au activat sau activează următoarele cluburi: Club Atletic(1904-1947), Academia Comercială(1905-1945), CFR (1907-), Universitatea (1919-), Victoria(1920-2022), Dermata (1937-1967), Sănătatea (1986-) și Viitorul (2013-). 
Alte echipe din județ: Arieșul Turda, FC Seso Câmpia Turzii, Unirea Dej, Someșul Dej, Olimpia Gherla.
Feminin
Cluj-Napoca a fost sau este reprezentată de CFF Clujana, CFF Olimpia Cluj.